# 観勒

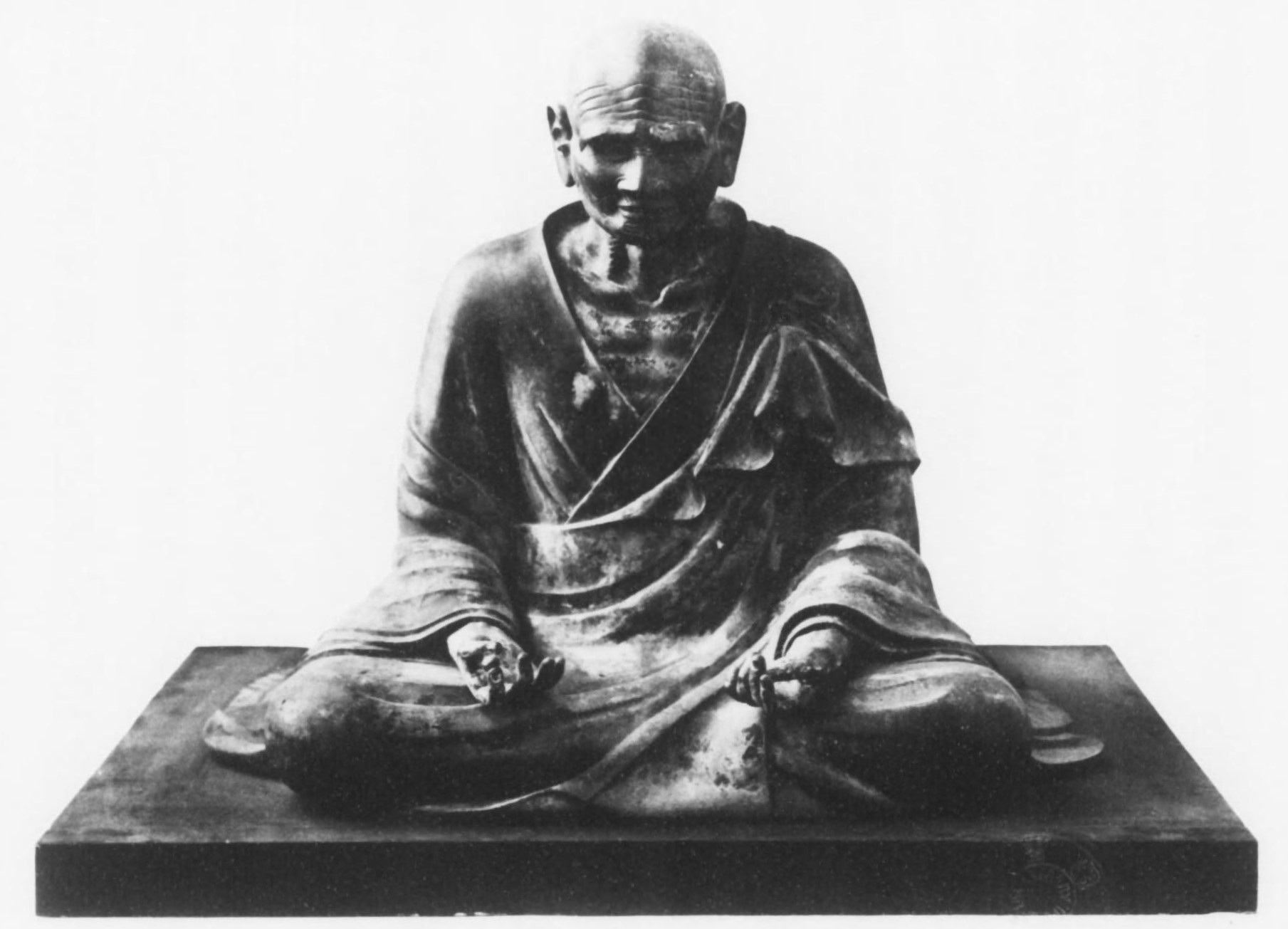
法隆寺経蔵安置・木造伝勧勒僧正坐像（重要文化財）、平安時代の作。ただし実際は特定人物の肖像ではなく、「聖僧像」であったとみられる。

観勒（かんろく、生没年不詳）は、7世紀初頭の百済出身の僧侶。602年に日本（当時はおそらく倭国）へ来航する。三論宗の法匠であり、成実宗にも通じていたという。

## 略歴
602年（推古天皇10年）に渡来、天文、暦本、陰陽道を伝える。書生を選んでこれらを観勒に学ばせた。
即ち暦法は陽胡玉陳、天文遁甲は大友高聡、方術は山背日立を学ばせ、みな成業したという。
暦本は604年に聖徳太子によって採用された（但し正式な暦法の採用は持統朝である）。このように仏教だけでなく天文遁甲や方術といった道教的思想もまた、まとまった形で観勒によってもたらされた。
その後、後624年（推古32年）に日本で最初の僧正に任命された。
この年ある僧が斧で祖父を殴る事件が起こり、天皇はこの僧だけでなく諸寺の僧尼を処罰しようとした。『日本書紀』三十二年条に「百済の観勒僧上表して以て言う、…然るに我が王、日本の天皇の賢哲なるを聞きて、仏像と内典とを貢上して未だ百歳に満たず。」とあるように、観勒は上表して、日本の天皇に仏像と内典とを貢上（貢上＝「貢ぎ物を差し上げる」）してまだ百年にならず、僧尼が法を学んでいないことからこのようなことが起こったとし、件の僧以外は罰しないよう求めた。天皇はこれを許し、この時に初めて僧正・僧都の制を定め、観勒を僧正に任じたという。僧都には鞍作徳積が任じられている。
僧正、僧都という名称は中国南北朝に始まった仏教統制機関のうち南朝系の制度（僧綱制）を踏襲しているが、これは観勒の出身である百済と中国南北朝との関係の深さからであろうといわれる。
6世紀末から7世紀初頭にかけて創建された飛鳥寺に隣接する飛鳥池遺跡から「観勒」と書かれた木簡が出土しており、彼が飛鳥寺に止住していた可能性が高い。